# Wiktor Sigalin
Wiktor Sigalin (fr. Victor Sigalin) (ur. 31 stycznia 1938 w Moskwie, zm. 19 marca 2018 w Bajonnie) – polski i francuski architekt.

## Życiorys
Syn architekta Grzegorza Sigalina i jego żony Bronisławy, bratanek architektów Romana (1901-1940), ofiary zbrodni katyńskiej i Józefa (1909-1983). Studiował na Wydziale Architektury Politechniki Warszawskiej, w 1961 obronił pracę dyplomową. Został członkiem warszawskiego oddziału SARP. Uczestniczył w konkursach architektonicznych m.in. na projekt kiosku Totalizatora Sportowego (1959), koncepcję zagospodarowania przestrzennego terenów części zachodniej Osi Saskiej w Warszawie (1961) oraz wspólnie z Maciejem Gintowtem i Maciejem Karasińskim na koncepcyjny projekt urbanistyczno-architektoniczny krytego sztucznego lodowiska w Gdańsku-Oliwie (1963).
W 1965 wspólne z żoną Anną emigrował do Biarritz we Francji, rok później otrzymał stanowisko szefa agencji "Aquitaine Architectes Associés" w Bayonne i zajmował je do 1973. W 1970 zaprojektował wspólnie z żoną dom wczasowy w Anglet. W mieście tym w 1975 małżonkowie założyli autorską pracownię projektową i prowadzili ją do 2008.
Sigalin zmarł z Bajonnie. Jego ciało zostało przewiezione do Biarritz i tamże skremowane, lecz nie spoczywa w Biarritz. Informacja na stronie Izby Architektów Rzeczypospolitej Polskiej o tym, że został pochowany na cmentarzu w Anglet, okazuje się zatem błędna.